# Rast & Gasser M1898
Rast & Gasser M1898 — револьвер, производился австрийской компанией Rast & Gasser в конце XIX века, и широко использовался военными балканских государств.

## Особенности
Револьвер состоит из цельной металлической рамки и также в системе есть дверца Аббади. Имеет неразъёмную рамку с привинченным к ней круглым стволом. Барабан, вмещающий 8 патронов, довольно прост, за исключением щелевых отверстий для его фиксации. Револьвер заряжается через заднюю дверцу, на которой находится маленький выступ, который обеспечивает соосность барабана и рамки. При открытой зарядной дверце курок не действует, но барабан может вращаться с помощью спускового крючка, что ускоряет процесс заряжания. На рамке сделан обычный вырез, чтобы патроны беспрепятственно попадали в барабан. Стержень экстрактора полый, находится на оси, которая соединяется с приливом ствола. Ударно-спусковой механизм двойного действия. Доступ к механизму возможен при открытой откидной крышке размером практически на всю левую часть рамки. Револьвер выглядит старомодно; стрелять из него удобнее было при полусогнутой руке. Прицельные приспособления открытого типа состоят из мушки и прорези на верхней части рамки. Хотя оружие делалось качественно, оно было малопригодно для ведения военных действий, так как мощность использовавшихся патронов была невелика.
- длина — 222 мм.
- длина ствола — 114 мм.
- масса — 1 кг.
- калибр — 8 мм.
- нарезы — 4 (прав)
- ёмкость барабана — 8 патронов
- начальная скорость пули — 213 м/с

## Оценка
Как военное оружие он оставляет желать лучшего в отношении останавливающего действия пули. В Австро-Венгрии, как и в России, при выборе калибра револьвера допущена ошибка: для револьвера принят такой же калибр, как и для новой магазинной винтовки. В 1912 году в Австрии были приняты на вооружение автоматические пистолеты, однако револьвер Гассера не снимался с вооружения и применялся в Первой мировой войне. В качестве дефекта конструкции можно указать на неудобную рукоятку револьвера, изогнутую почти под прямым углом к стволу, вследствие чего револьвер плохо «сидит» в руке. Что удивительно, но этот недостаток устранить нетрудно, только этого не было сделано.